# Gale W. McGee
Gale W. McGee (Lincoln, 1915. március 17. – Washington, 1992. április 9.) az Amerikai Egyesült Államok szenátora (Wyoming, 1959–1977).